# Championnat de Lettonie de football 2002
Navigation
Saison précédente Saison suivante
La saison 2002 du Championnat de Lettonie de football était la 12e édition de la première division lettone. La Virsliga regroupe les 8 meilleurs clubs lettons au sein d'une poule unique qui s'affrontent 4 fois durant la saison, deux fois à domicile et deux fois à l'extérieur. À l'issue du championnat, le club classé dernier est relégué en deuxième division.
C'est le Skonto Riga, champion de Lettonie depuis 11 saisons, qui remporte une nouvelle fois la compétition en terminant la saison en tête du championnat. C'est le 12e titre -consécutif- de champion de Lettonie de son histoire. Le Skonto réussit un 3e doublé consécutif en battant en finale de la Coupe de Lettonie le FK Liepajas Metalurgs.

## Les 8 clubs participants
| - Skonto Riga - FK Riga - Dinaburg FC - FK Liepajas Metalurgs | - Auda Riga - Promu de D2 - PFK/Daugava Riga - FK Valmiera - FK Ventspils |

## Compétition

### Classement
Le barème de points servant à établir le classement se décompose ainsi :
- Victoire : 3 points
- Match nul : 1 point
- Défaite : 0 point

| Rang | Équipe                | Pts | J  | G  | N | P  | Bp | Bc | Diff |
| ---- | --------------------- | --- | -- | -- | - | -- | -- | -- | ---- |
| 1    | Skonto Riga (T) (C)   | 73  | 28 | 23 | 4 | 1  | 95 | 19 | +76  |
| 2    | FK Ventspils          | 71  | 28 | 22 | 5 | 1  | 77 | 20 | +57  |
| 3    | FK Liepājas Metalurgs | 51  | 28 | 15 | 6 | 7  | 56 | 31 | +25  |
| 4    | Dinaburg FC           | 40  | 28 | 12 | 4 | 12 | 37 | 35 | +2   |
| 5    | FK Valmiera           | 24  | 28 | 6  | 6 | 16 | 26 | 54 | -28  |
| 6    | PFK/Daugava Riga      | 23  | 28 | 6  | 5 | 17 | 29 | 60 | -31  |
| 7    | FK Riga               | 20  | 28 | 6  | 2 | 20 | 24 | 75 | -51  |
| 8    | Auda Riga (P)         | 17  | 28 | 5  | 2 | 21 | 23 | 73 | -50  |

|  | Qualification pour la Ligue des champions 2003-2004                                |
|  | Qualification pour la Coupe UEFA 2002-2003                                         |
|  | Qualification pour la Coupe UEFA 2003-2004                                         |
|  | Qualification pour la Coupe Intertoto 2003                                         |
|  | Relégation en deuxième division                                                    |
|  | (T) Tenant du titre (C) Vainqueur de la Coupe de Lettonie (P) Promu de 2e division |

## Bilan de la saison
| Championnat de Lettonie de football 2002 |                         |
| Champion                                 | Skonto Riga (12e titre) |
| Coupes et trophées                       |                         |
| Vainqueur de la Coupe de Lettonie 2002   | Skonto Riga             |
| Qualifications continentales             |                         |
| Ligue des champions 2003-2004            | Skonto Riga             |
| Coupe UEFA 2002-2003                     | FK Liepajas Metalurgs   |
| Coupe UEFA 2003-2004                     | FK Ventspils            |
| Coupe Intertoto 2003                     | FK Liepajas Metalurgs   |
| Promotions et relégations                |                         |
| Promus en Virsliga                       | RKB/Arma Riga           |
| Relégués en Latvian First League         | Auda Riga               |